# امیلی هاینس
امیلی هاینس (انگلیسی: Emily Haines) یک خواننده سبک ایندی راک اهل کانادا است. وی از سال ۱۹۹۰ میلادی تاکنون مشغول فعالیت بوده‌است. از فیلم‌هایی که وی در آن نقش داشته‌است می‌توان به تمیز اشاره کرد. صدای او در محدوده سوپرانو طبقه‌بندی می‌شود.